# Joan Larzac
Joan Larzac (nascut Joan Roqueta) (Seta, 13 de febrer de 1938) és un capellà, escriptor i crític literari occità. La seva obra és marcada per la fe i l'erudició. Dirigí el sector literari de l'Institut d'Estudis Occitans. Obtingué el 1962 el Gran Premi de les Lletres Occitanes gràcies al seu primer recull de poemes: Sola Deitas. El 1988, rebé el Premi Antígona amb l'edició de la seva Òbra Poetica. Algunes de les seves obres han estat traduïdes al bretó.
És germà de l'escriptor i polític llenguadocià Ives Roqueta.

## Obres
Amb el seu nom vertader:
- La littérature d'oc, Que sais-je ? Paris: Presses Universitaires de France, 1980

Amb el pseudònim de Joan Larzac:
- Anthologie de la poésie religieuse occitane, Privat, 1972
- Per una lectura politica de la bíblia, Institut d'estudis occitans, 1973
- Descolonisar l'istòria occitana, Institut d'estudis occitans, 1977
- Òbra poëtica, Institut d'Estudis Occitans, 1986
- Istòria de l'art occitan, Institut d'estudis occitans, 1989
- Dotze taulas per Nòstra Dòna, 1990
- La bíblia del dimenge e de las fèstas, CIDO, 1997

Traduccións:
- Josèp del Telh, Francés d'Assisi, Institut d'Estudis Occitans, 1978 (amb Juli Plancada)
- La Bíblia - Ancian Testament, Letras d'òc, 2013[3]
- La Bíblia - Novèl Testament, Letras d'òc, 2016